# Freiberger

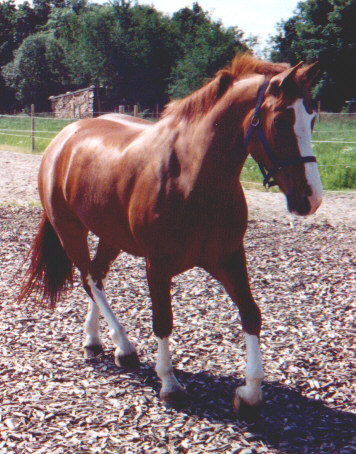

Freiberger, franc. Franches-Montagnes – rasa konia domowego, lekkiego zimnokrwistego pochodząca ze Szwajcarii.

## Eksterier
Freiberger to koń o zwięzłej, harmonijnej budowie ciała. Ma krzepką krótką dobrze osadzoną szyję; kłąb długi, ukośny; łopatki poprawne, masywne; klatkę piersiową szeroką i głęboką o wysklepionych żebrach; grzbiet krótki; zad lekko ścięty, silny; nogi suche, silne, proporcjonalne, względnie krótkie; pęciny średniej wielkości, dawniej ze szczotkami; kopyta kształtne, odporne; ogon o gęstym włosie; głowę średniej wielkości; elegancką, o prostym profilu; oczy i chrapy duże; uszy małe i proste.
Maść zwykle gniada, ale zdarza się również kasztanowata z możliwymi odmianami.
Wysokość w kłębie wynosi od 150 do 160 cm.
Masa ciała wynosi od 550 kg do 650 kg.

## Użytkowanie
Freiberger dobrze wypada na zawodach w ciągnięciu ciężarów, ale potrafi też skakać, startuje w WKKW, w rajdach długodystansowych, jeździe w stylu western i woltyżerce. Jest on wspaniałym towarzyszem człowieka podczas trekkingu, zarówno jako wierzchowiec o dobrych chodach, jak i zwierzę juczne. Wykorzystuje się go także w hipoterapii. Część przedstawicieli rasy trafia do ubojni.

## Temperament
Freiberger jest spokojnym, zrównoważonym, a zarazem bardzo żywym koniem. Jest wytrwały, niewymagający pod względem żywienia i cierpliwie znosi niekorzystne warunki.